# Abu Dhabi Triathlon Team
Das Abu Dhabi Triathlon Team war ein Triathlon-Team mit internationaler Beteiligung.
Das Team wurde vom deutschen Triathleten Faris Al-Sultan, dem Ironman-Weltmeister von 2005 geleitet.

## Organisation
Das Team wurde durch die drei Triathleten Faris Al-Sultan, Swen Sundberg und Werner Leitner im Frühjahr 2009 gegründet.

Seit diesem Zeitpunkt unterstützte die Abu Dhabi Tourism Authority die Mannschaft. Der Bezug zu dem wohlhabendsten Emirat der Vereinigten Arabischen Emirate stammte von Faris Al-Sultan, der seit den 2000er Jahren in den Wintermonaten sein Training in Abu Dhabi absolviert und einen Wohnsitz in Al Ain hat.
Das Triathlonteam verstand sich als Multisport-Team mit den beiden Schwerpunkten Ironman-Triathlon (3,86 km Schwimmen, 180,2 km Radfahren und 42,195 km Laufen) sowie Olympischer Triathlon (1,5 km Schwimmen, 40 km Radfahren und 10 km Laufen).
Die wichtigsten Rennen für das Team waren der 2010 gegründete Abu Dhabi International Triathlon, der Ironman Hawaii alljährlich im Oktober sowie der Triathlonbewerb bei den Olympischen Spielen in London 2012.
Die Teamauflösung durch die Abu Dhabi Tourism Authority wurde Faris Al-Sultan am 21. Januar 2013 (seinem 35. Geburtstag) mitgeteilt.

## Letzte aktuelle Mannschaft
| Name                | Geburtstag        | Nationalität           |
| ------------------- | ----------------- | ---------------------- |
| Faris Al-Sultan     | 21. Januar 1978   | Deutschland            |
| Kristin Möller      | 5. April 1984     | Deutschland            |
| Jodie Swallow       | 23. Juni 1981     | Vereinigtes Königreich |
| Swen Sundberg       | 15. Januar 1974   | Deutschland            |
| Maik Twelsiek       | 25. Dezember 1980 | Deutschland            |
| Paul Ambrose        | 31. Juli 1984     | Australien             |
| Jérémy Jurkiewicz   | 29. Juni 1988     | Frankreich             |
| Christof Wandratsch | 20. Dezember 1966 | Deutschland            |

Ina Reinders war bis Mitte 2010 Mitglied des Teams und stand dem Abu Dhabi Triathlon-Team seit dem Ende ihrer Profi-Karriere im August 2010 als Betreuerin bis zur Teamauflösung zur Seite.

## Erfolge
| Datum/Jahr    | Rang | Wettbewerb                        | Austragungsort | Athlet          | Zeit       |
| ------------- | ---- | --------------------------------- | -------------- | --------------- | ---------- |
| 15. Juli 2012 | 2    | Ironman Switzerland               | Zürich         | Jan van Berkel  | 08:32:27   |
| 8. Juli 2012  | 1    | Challenge Roth                    | Roth           | Rachel Joyce    | 08:45:04   |
| 8. Juli 2012  | 1    | Ironman 70.3 Rhode Island         | Narragansett   | Paul Ambrose    | 03:54:29   |
| 1. Juli 2012  | 1    | Ironman Austria                   | Klagenfurt     | Faris Al-Sultan | 08:11:31   |
| 10. Juni 2012 | 1    | Ironman 70.3 Italy                | Pescara        | Kristin Möller  | 04:47:58   |
| 10. Juni 2012 | 1    | Ironman 70.3 Kansas               | Lawrence       | Rachel Joyce    | 04:13:46   |
| 6. Mai 2012   | 1    | Ironman Australia                 | Port Macquarie | Paul Ambrose    | 08:17:38   |
| 5. Mai 2012   | 2    | Ironman St. George                | St. George     | Maik Twelsiek   | 09:25:58   |
| 28. Apr. 2012 | 1    | TDW – Tage der Wahrheit           | Graz           | Swen Sundberg   | 01:48:12,0 |
| 25. März 2012 | 2    | Ironman Melbourne                 | Melbourne      | Rachel Joyce    | 08:46:09   |
| 3. März 2012  | 2    | Abu Dhabi International Triathlon | Abu Dhabi      | Faris Al-Sultan | 06:22:11   |
| 19. Feb. 2012 | 1    | Ironman 70.3 Sri Lanka            | Colombo        | Faris Al-Sultan | 03:51:39   |

| Datum/Jahr    | Rang | Wettbewerb                                      | Austragungsort    | Athlet          | Zeit     |
| ------------- | ---- | ----------------------------------------------- | ----------------- | --------------- | -------- |
| 5. Nov. 2011  | 1    | ITU Triathlon Long Distance World Championships | Henderson         | Rachel Joyce    | 05:34:15 |
| 11. Sep. 2011 | 1    | Ironman Wales                                   | Pembrokeshire     | Kristin Möller  | 10:01:19 |
| 7. Aug. 2011  | 1    | TriStar111 Estonia                              | Tallinn           | Rachel Joyce    | 03:30:44 |
| 31. Juli 2011 | 1    | Ironman UK                                      | Bolton            | Kristin Möller  | 09:19:04 |
| 24. Juli 2011 | 1    | Ironman Germany                                 | Frankfurt am Main | Faris Al-Sultan | 08:13:50 |
| 21. Mai 2011  | 1    | Ironman Lanzarote                               | Puerto del Carmen | Rachel Joyce    | 09:28:12 |
| 10. Apr. 2011 | 2    | Ironman South Africa                            | Port Elizabeth    | Rachel Joyce    | 09:08:23 |
| 12. März 2011 | 1    | Abu Dhabi International Triathlon               | Abu Dhabi         | Ina Reinders    | 03:52:34 |
| 12. März 2011 | 1    | Abu Dhabi International Triathlon               | Abu Dhabi         | Jan van Berkel  | 03:20:47 |

| Datum/Jahr    | Rang | Wettbewerb                        | Austragungsort | Athlet          | Zeit     |
| ------------- | ---- | --------------------------------- | -------------- | --------------- | -------- |
| 12. Sep. 2010 | 2    | Ironman Wisconsin                 | Madison        | Kristin Möller  | 09:39:43 |
| 29. Aug. 2010 | 1    | Ironman Louisville                | Louisville     | Paul Ambrose    | 08:29:59 |
| 1. Aug. 2010  | 1    | Ironman Germany                   | Regensburg     | Faris Al-Sultan | 08:13:37 |
| 27. Juli 2010 | 2    | Ironman Switzerland               | Zürich         | Swen Sundberg   | 08:29:18 |
| 13. März 2010 | 1    | Abu Dhabi International Triathlon | Abu Dhabi      | Ina Reinders    | 03:52:34 |
| 13. März 2010 | 1    | Abu Dhabi International Triathlon | Abu Dhabi      | Jan van Berkel  |          |